# Palazzo Mariinskij (San Pietroburgo)
Palazzo Mariinskij (in russo Мариинcкий дворец?, Mariinskij dvorec), noto anche come Palazzo di Maria, fu l'ultimo palazzo imperiale neoclassico costruito a San Pietroburgo. 

## Storia e descrizione
Fu costruito fra il 1839 ed il 1844 su disegno dell'architetto di corte Andrej Stackenschneider, si trova sul lato meridionale di piazza Sant'Isacco, appena oltre il Ponte Blu che lo separa dalla piazza e dalla Cattedrale di Sant'Isacco. 
Nel secolo XVIII il terreno apparteneva a Zachar Černyšëv che vi costruì il proprio palazzo (1762-1768), impiegato occasionalmente dal Principe di Condé e da altri illustri ospiti stranieri che visitavano l'allora capitale russa. Dal 1825 al 1839 alloggiò una scuola militare, dove Michail Jur'evič Lermontov studiò per due anni: in occasione delle nozze della figlia Marija Nikolaevna con Massimiliano duca di Leuchtenberg l'imperatore Nicola I di Russia ne fece dono agli sposi. 
Nonostante l'elaborata facciata bruno-rossastra in stile rustico caratterizzata da colonne corinzie organizzate secondo le tradizioni stilistiche neoclassiche, il disegno generale è ispirato al barocco francese del XVII secolo, mentre influenze eclettiche sono visibili nei dettagli di gusto neo-rinascimentale nelle ornamentazioni esterne e nelle decorazioni interne, con ogni stanza principale progettata in uno stile storico differente. 
Il Palazzo Mariinskij tornò alla Corona nel 1884 e vi rimase fino al 1917, ospitando il Consiglio di Stato dell'Impero russo e la Cancelleria di Stato: qui, il 2 aprile 1902, un terrorista uccise il ministro dell'interno, Dmitrij Sipjagin, nel sontuoso vestibolo. Il grande corridoio per le sessioni del Consiglio di Stato fu progettato da Leon Benois nel 1906. Il Governo provvisorio russo si appropriò del palazzo nel marzo 1917 e lo assegnò al Consiglio della Repubblica russa mentre dopo la Rivoluzione d'ottobre alloggiò vari ministeri ed accademie. 
Durante la seconda guerra mondiale servì da ospedale e subì diversi cannoneggiamenti. Dopo la guerra divenne sede del Soviet di Leningrado, a cui successe nel 1994 l'Assemblea Legislativa di San Pietroburgo.